# Editura pentru Literatură Contemporană
Editura pentru Literatură Contemporană (ori Editura pentru literatură contemporană) este o editură din România, care publica atât literatură a scriitorilor români cât și a scriitorilor străini.

## Istoric
Conform declarațiilor reprezentanților săi, " Editura pentru Literatură Contemporană funcționează sub auspiciile Universității din București, Consiliului Britanic și Institutului Cultural Român" .

## Echipa editurii
- Director - Lidia Vianu
- Consultant executiv - George Săndulescu
- Editori - Mona Baker, Julian Barnes, Alan Brownjohn, Andrei Codrescu, Ruth Fainlight, Robert Hampson, Ioana Ieronim, Earl G. Ingersoll, Horia-Roman Patapievici, Ioan Pânzaru, Ioan Es Pop, Fiona Sampson, Adam Sorkin, Anne Stewart, John Stotesbury, ichael Swan, George Szirtes [1]

## Limbi de publicare, colecții
"Editura publică poezie, proză, teatru și critică literară, în original ori în traducere, fie in limba engleză, fie în limba română." 